# Целио, Георгий Кузьмич
Георгий Кузьмич Целио (23.02.1909 — 17.04.1945) — командир штурмового батальона 605-го стрелкового полка 132-й стрелковой дивизии 47-й армии 1-го Белорусского фронта, майор. Герой Советского Союза.

## Биография
Родился 23 февраля 1909 года в городе Севастополе. Член ВКП(б) с 1939 года. Окончил 7 классов. Работал начальником отдела снабжения бумажного комбината.
В Красной Армии в 1931—1933 годах, 1936—1938 годах и с июля 1941 года. В 1938 году окончил курсы усовершенствования командного состава. На фронте в Великую Отечественную войну с ноября 1942 года.
Командир штурмового батальона 605-го стрелкового полка майор Георгий Целио при расширении плацдарма на левом берегу реки Одер в районе станции «Ной-Барним» 16 апреля 1945 с бойцами вверенного ему батальона ворвался в траншеи противника и захватил станцию, успешно выполнив поставленную боевую задачу. От полученных в бою ран он скончался в 223-м отдельном медико-санитарном батальоне 17 апреля 1945 года. Был похоронен в городе Бервальде (ныне Мешковице). В послевоенное время перезахоронен в Дембно (в списках захоронения значится как Kuźmicz Celio Gieorgij 1909 17.04.1945 Major).
Указом Президиума Верховного Совета СССР от 31 мая 1945 года за образцовое выполнение боевых заданий командования на фронте борьбы с немецко-вражеским захватчиками и проявленные при этом мужество и героизм майору Целио Георгию Кузьмичу посмертно присвоено звание Героя Советского Союза.
Награждён орденами Ленина, Отечественной войны 1-й степени, Красной Звезды.